# The Diplomat (tv-serie)
 Ikke at forveksle med The Diplomat.
The Diplomat er en amerikansk dramaserie skabt af Deborah Cahn for Netflix over otte afsnit. Serien havde premiere den 20. april 2023 på Netflix, og det blev allerede i maj samme år meddelt at serien fortsatte i sæson 2.

## Plot
Midt i en international krise lander Kate Wyler, en karrierediplomat, i et højt profileret job som USA's nye ambassadør i Storbritannien, hvor hun må indgå strategiske alliancer og samtidig tilpasse sig sin nye rolle i rampelyset. Ved siden af jobbet som ambassadør, skal hun samtidig forholde sig til sit forværrede ægteskab med karrierediplomaten Hal Wyler.

## Medvirkende

### Hovedroller
| Rolle            | Sæson          | Sæson          | Sæson          | Sæson          | Karakterbeskrivelse                             |
| Rolle            | Sæson 1        |                |                |                | Karakterbeskrivelse                             |
| ---------------- | -------------- | -------------- | -------------- | -------------- | ----------------------------------------------- |
| Kate Wyler       | Keri Russell   | Keri Russell   | Keri Russell   | Keri Russell   | USA's ambassadør i Storbritannien               |
| Hal Wyler        | Rufus Sewell   | Rufus Sewell   | Rufus Sewell   | Rufus Sewell   | Mand til Kate og tidligere ambassadør i Libanon |
| Stuart Heyford   | Ato Essandoh   | Ato Essandoh   | Ato Essandoh   | Ato Essandoh   | Viceambassadør for Kate Wyler                   |
| Austin Dennison  | David Gyasi    | David Gyasi    | David Gyasi    | David Gyasi    | Storbritanniens udenrigsminister                |
| Eidra Park       | Ali Ahn        | Ali Ahn        | Ali Ahn        | Ali Ahn        | Stationschef hos CIA i London                   |
| Nicol Trowbridge | Rory Kinnear   | Rory Kinnear   | Rory Kinnear   | Rory Kinnear   | Storbritanniens premierminister                 |
| Grace Penn       | Allison Janney | Allison Janney | Allison Janney | Allison Janney | USA's vicepræsident                             |

### Tilbagevendende og mindre karakterer
| Rolle            | Sæson           | Sæson           | Sæson           | Sæson           | Karakterbeskrivelse                                              |
| Rolle            | Sæson 1         |                 |                 |                 | Karakterbeskrivelse                                              |
| ---------------- | --------------- | --------------- | --------------- | --------------- | ---------------------------------------------------------------- |
| Billie Appiah    | Nana Mensah     | Nana Mensah     | Nana Mensah     | Nana Mensah     | Stabschef i Det Hvide Hus                                        |
| Margaret Roylin  | Celia Imrie     | Celia Imrie     | Celia Imrie     | Celia Imrie     | Tidligere kontroversiel kampagneleder for Det Konservative Parti |
| Miguel Ganon     | Miguel Sandoval | Miguel Sandoval | Miguel Sandoval | Miguel Sandoval | USA's udenrigsminister                                           |
| William Rayburn  | Michael McKean  | Michael McKean  | Michael McKean  | Michael McKean  | USA' præsident                                                   |
| Cecilia Dennison | T'Nia Miller    | T'Nia Miller    | T'Nia Miller    | T'Nia Miller    | Søster til Austin Dennison                                       |
| Ronnie Buckhurst | Jess Chanliau   | Jess Chanliau   | Jess Chanliau   | Jess Chanliau   | Ansat på USA' ambassade                                          |
| Frances Munning  | Penny Downie    | Penny Downie    | Penny Downie    | Penny Downie    | Bestyrer af Winfield House (ambassadørens embedsbolig)           |